# 格萊格·麥克休伊
格萊格·麥克休伊（Greg McHugh，1980年1月5日—）是蘇格蘭的一位演員和作家。他是BBC1喜劇Gary: Tank Commander的編劇。此外他還出演第四台電視劇新生六居客。